# Trélivan
 Trélivan  (en bretón Trelivan) es una población y comuna francesa, situada en la región de Bretaña, departamento de Côtes-d'Armor, en el distrito de Dinan y cantón de Dinan-Ouest.

## Demografía
| 657 | 741 | 1538 | 2202 | 2289 | 2170 |
| Para los censos de 1962 a 1999 la población legal corresponde a la población sin duplicidades (Fuente: INSEE [Consultar]) |     |      |      |      |      |

## Lugares de interés
- Castillo de Vaucouleurs